# Lilimar
Pour les articles homonymes, voir Hernández.
Lilimar Hernandez Ruiz, dite Lilimar, née le 2 juin 2000, est une actrice vénézuélienne, connue pour le rôle de Sophie en 2015 dans la série Bella et les Bulldogs et pour celui de Sage en 2018 dans la série L'École des chevaliers.

## Filmographie
| Année | Titre            | Rôle  | Notes         | Ref.  |
| ----- | ---------------- | ----- | ------------- | ----- |
| 2013  | The Little Ghost | Marie | Voix          | [ 2 ] |
| 2014  | Pedro Pan        | Elena | Court-métrage | [ 2 ] |
| 2014  | Last Children    | Hiyas | Court-métrage | [ 3 ] |

| Année   | Titre                    | Rôle      | Notes               | Ref.  |
| ------- | ------------------------ | --------- | ------------------- | ----- |
| 2006    | Sábado Gigante           | Elle-même | Section des enfants | [ 2 ] |
| 2013    | Rosario                  | Elenita   | 1 épisode           | ,     |
| 2014    | Smart Alec               | Beth      | Pilote non vendu    | [ 5 ] |
| 2015–16 | Bella et les Bulldogs    | Sophie    | Rôle principal      | ,     |
| 2017    | Life after First Failure | Isabella  | Séries web          |       |
| 2018-19 | L'École des chevaliers   | Sage      | Rôle principal      | [ 6 ] |

## Awards et nominations
| Year | Award                     | Category                             | Nominated work        | Result  | Ref. |
| ---- | ------------------------- | ------------------------------------ | --------------------- | ------- | ---- |
| 2015 | 30th Annual Imagen Awards | Meilleure jeune actrice – Télévision | Bella et les Bulldogs | Lauréat | ,    |